# Zapallal (Darién)
Zapallal es un corregimiento del distrito de Santa Fe en la provincia de Darién, República de Panamá. La localidad tiene 813 habitantes (2010). Fue creado el 17 de noviembre de 2014, segregándose del corregimiento de Santa Fe.